# 鲁姆布拉站
鲁姆布拉站是拉脱维亚里加-陶格夫匹尔斯铁路上的一个火车站，车站建于1921年，附近的居民点是罗帕日市镇。